# Bromus scoparius
Bromus scoparius es una especie herbácea perenne perteneciente a la familia de las gramíneas (Poaceae). 

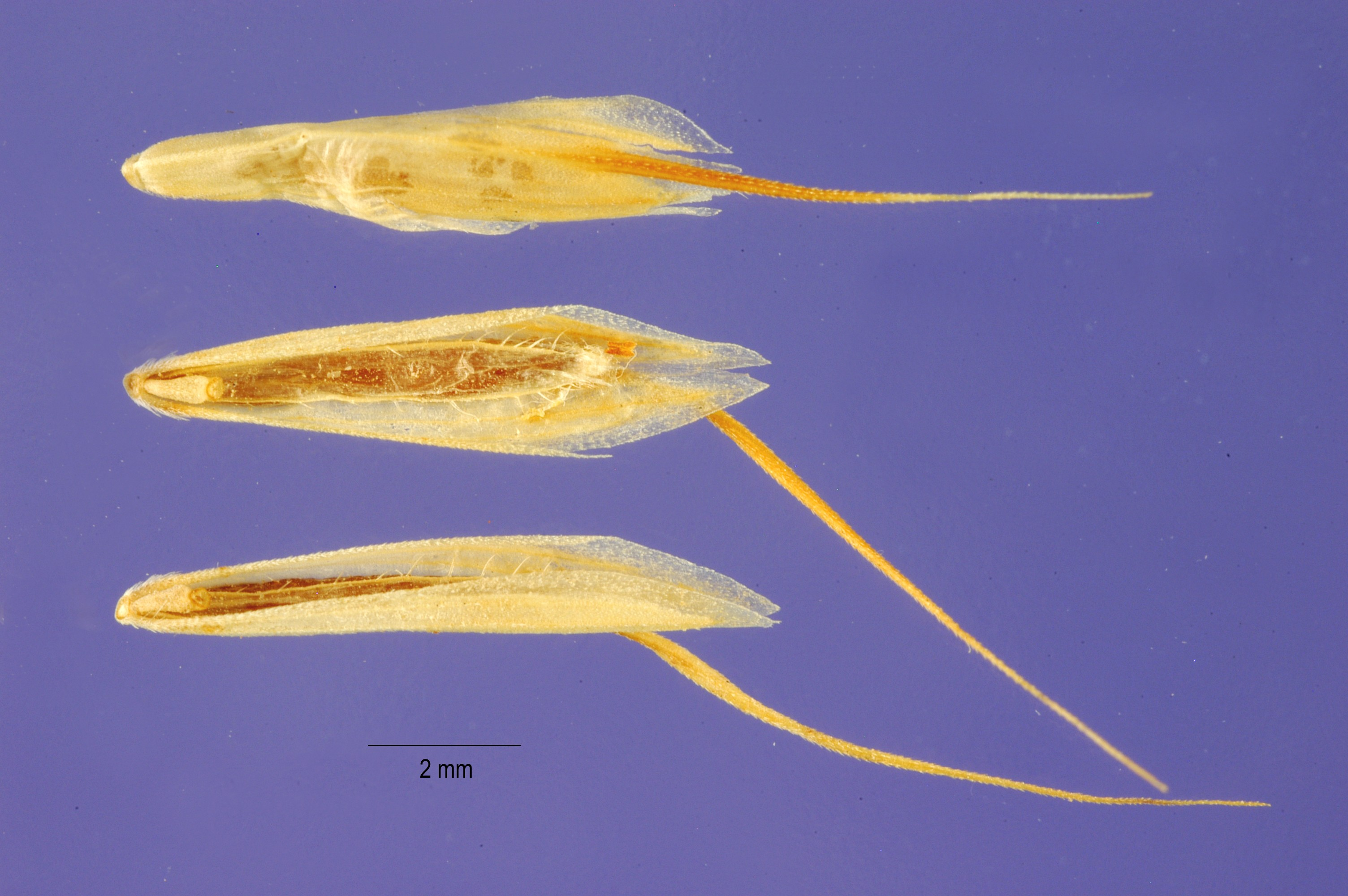

## Descripción
Bromus scoparius tiene tallos de 6-20 (-25) cm de altura, erectos o geniculados, glabros. Hojas con lígula de 1 mm, suborbicular y dentada, y limbo de hasta 15 x 0,6 cm; las inferiores con vaina glabra; las medias con vaina ligeramente pelosa; las más superiores con haz densamente viloso en la mitad inferior. Panícula de 2,5-5,5 cm, de cilíndrica a ovoidea, muy densa, con numerosas espiguillas dispuestas en verticilos densos. Espiguillas de 7-18 mm, elípticas, subcilíndricas en la madurez, glabras o pelosas, con 5-12 flores. Pedúnculos de las espiguillas muy cortos, generalmente de menos de 2,5 mm. Glumas lanceoladas, fuertemente aquilladas en la madurez; la inferior de 4-5,5 mm, con 3 (-4) nervios; la superior de 5-7 mm, con 5 nervios. Lema de 6,5-8 x 1,5-2,2 mm, elíptica, emarginada; arista de 8-10 mm, con parte inferior plana, geniculada, patente, retorcida en la fructificación, inserta a 1,7-2 mm por debajo del ápice de la lema. Pálea de 6,5-7 mm, linear, truncada o ligeramente emarginada, ciliada, glabra o pubérula. Anteras de 0,3-0,5 mm. Cariopsis de c. 6 x 0,5 mm, linear, mucho más corta que la pálea. Florece y fructifica de marzo a mayo.

## Distribución y hábitat
Se encuentra en los pastizales. Especie rara. Se distribuye por el Sur de Europa, Norte de África, Suroeste de Asia. En la península ibérica aparece en Los Pedroches, Sierra Norte, Aracena, Campiña Alta, Subbética, Grazalema, Algeciras. 

## Taxonomía
Bromus scoparius fue descrita por Carlos Linneo y publicado en Centuria I. Plantarum ... 6. 1755.
Citología
Número de cromosomas de Bromus scoparius (Fam. Gramineae) y táxones infraespecíficos: 2n=28
Etimología
Bromus: nombre genérico que deriva del griego bromos = (avena), o de broma = (alimento).
scoparius: epíteto latino que significa "como una escoba"
Sinonimia
- Anisantha rigens (L.) Nevski
- Bromus confertus M. Bieb.
- Bromus degenii Pénzes
- Bromus erectus Moris
- Bromus humilis Cav.
- Bromus ovatus Gaertn.
- Bromus rigens L.
- Bromus squarrosus var. scoparius (L.) Kuntze
- Serrafalcus cavanillesii Willk.
- Serrafalcus scoparius (L.) Parl.[6][7]